# Lièvre corse
Lepus corsicanus · Lièvre de Corse
Espèce
Synonymes
- Lepus europaeus corsicanus (de Winton, 1898)

Statut de conservation UICN

 VU  : Vulnérable
Le Lièvre corse (Lepus corsicanus), appelé aussi Lièvre de Corse, est une espèce de mammifères lagomorphes de la famille des Leporidae.

## Aire de répartition

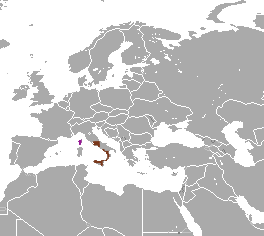
Carte de l'aire de répartition du Lièvre corse.

Ce lièvre est anciennement endémique d'Italie. Il se rencontre en Italie centrale, en Italie méridionale et en Sicile. Il a été introduit en Corse (France) probablement au XIVe siècle mais sa présence sur l'île est très localisée, concurrencée notamment par le Lièvre d'Europe (L. europaeus) et le Lièvre ibérique (L. granatensis) (qui sont aussi des espèces exotiques en Corse).

## Dénomination
Les noms vulgaires attestés en français sont le Lièvre corse et le Lièvre de Corse. L'épithète spécifique fait référence au lieu de sa découverte : la Corse (bien que cet animal n'en soit pas originaire).

## Taxinomie

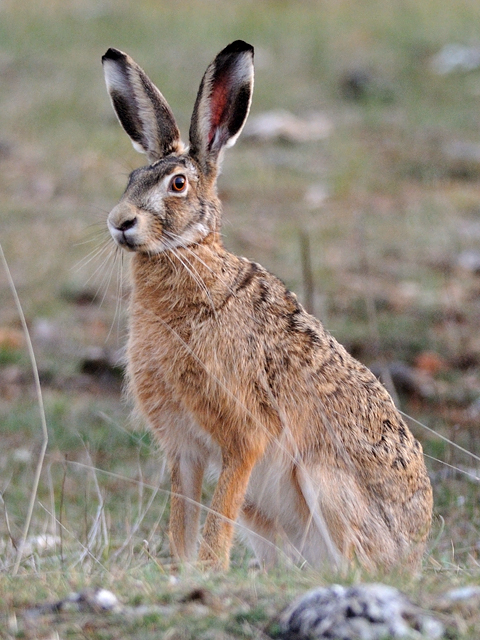
Le Lièvre corse est considéré jusqu'en 1996 comme une sous-espèce du Lièvre d'Europe, ici photographié.

Cette espèce a été décrite en 1898 par le zoologiste britannique William Edward de Winton (1856-1922), puis a été considérée comme soit synonyme du Lièvre d'Europe, soit comme sous-espèce de celui-ci sous le trinôme Lepus europaeus corsicanus. Elle a été reconnue comme espèce distincte par Fernando Palacios en 1996.

## Le Lièvre corse et l'Homme
Le Lièvre corse est considéré comme « vulnérable » par l'Union internationale pour la conservation de la nature. Pour le Comité français de l'UICN, cette espèce a des « données insuffisantes » pour pouvoir lui attribuer un statut de sauvegarde dans la liste rouge des mammifères en France métropolitaine.